# Mike Needham
Micheal Lawrence "Mike" Needham (Kanada, Alberta, Calgary, 1970. április 4. –) profi jégkorongozó.

## Karrier
1986 és 1990 között a WHL-es Kamloops Blazersben játszott. Az 1989-es NHL-drafton a Pittsburgh Penguins választotta ki a hatodik kör 126. helyén. 1990 és 1992 között a Muskegon Lumberjacksben mely IHL-es csapat. 1992-ben a rájátszásra a Pittsburgh Penguins felhvta őt így nyert egy Stanley-kupát. A következő szezont a Pittsburgh Penguinsszel kezdte és 56 mérkőzésen lépett pályára majd egy mérkőzést játszott az IHL-es Cleveland Lumberjacksszel. 1993–1994-ben a Cleveland Lumberjacksben és az NHL-es Dallas Starsban játszott. 1994–1995-ben az IHL-es Kalamazoo Wingsben játszott. 1996-ban vonult vissza sérülések miatt az AHL-es Adirondack Red Wingsből.

## Díjai
- WHL Nyugat Első All-Star Csapat: 1990
- Junior-világbajnoki aranyérem: 1990
- Stanley-kupa: 1992